# The Bootleg Series Vol. 4: Bob Dylan Live 1966, The "Royal Albert Hall" Concert
| Recensione                    | Giudizio |
| ----------------------------- | -------- |
| AllMusic                      | [ 3 ]    |
| Robert Christgau              | B+       |
| Rolling Stone                 | [ 5 ]    |
| Ondarock                      | [ 6 ]    |
| Pitchfork                     | 10/10    |
| Encyclopedia of Popular Music | [ 8 ]    |

Live 1966: The "Royal Albert Hall" Concert è un album live di Bob Dylan, pubblicato nell'ottobre del 1998 ma contenente un concerto risalente agli anni sessanta. L'esibizione venne registrata alla Free Trade Hall di Manchester nel 1966. Proviene dal leggendario tour mondiale che Dylan tenne nel 1966, già precedentemente disponibile in numerosi bootleg non ufficiali.
Il concerto è diviso in due parti, nella prima parte della performance Dylan è da solo sul palco per interpretare un set di canzoni acustiche. La seconda parte dell'esibizione vede Dylan suonare insieme alla sua band di supporto The Hawks una selezione di canzoni rock elettriche. La prima parte del concerto fu molto ben ricevuta dai presenti, mentre la seconda parte venne fortemente criticata dal pubblico di puristi folk che non vedeva di buon occhio il rock 'n' roll del "nuovo" Bob Dylan.
L'album debuttò nella classifica di Billboard il 24 ottobre 1998 alla posizione numero 31, mentre in Inghilterra raggiunse la posizione numero 19. Divenne disco d'oro l'11 novembre 2005 certificato dalla RIAA.

## Descrizione
Dopo aver girato in concerto il Nord America dalla fine del 1965 all'inverno del 1966, Dylan, accompagnato dagli Hawks (in seguito rinominatisi The Band), iniziò un tour della durata di 6 settimane partendo dall'Australia, per poi arrivare in Europa. Dylan era passato alle strumentazioni elettriche, e il suo apparente distaccamento dalla musica folk tradizionale, continuava a destare scalpore e controversie tra i fan; il pubblico inglese era particolarmente mal disposto verso Dylan, credendo che si fosse "svenduto" al più commerciale sound rock.
Le prime versioni bootleg del concerto britannico attribuivano erroneamente la performance di questo disco ad uno dei concerti finali del tour tenutosi alla Royal Albert Hall di Londra. Nonostante il luogo corretto fosse la Free Trade Hall di Manchester, il bootleg diventò famoso con questo titolo dovuto all'errata attribuzione del luogo del concerto. Il famoso confronto tra Dylan e un fan che gli urla: «Giuda!», chiaramente udibile nelle registrazioni su disco, ebbe luogo alla Free Trade Hall il 17 maggio 1966 proprio durante questo concerto. Dopo l'ingiuria, si sente un applauso, seguito da altre grida. Un uomo urla: «I'm never listening to you again, ever!» (Non verrò mai più ad ascoltarti!), Dylan gli risponde: «I don't believe you» (Non ti credo!), poi dopo una lunga pausa, «You're a liar» (Sei un bugiardo). Infine, si sente chiaramente Dylan incitare la band a «suonare fottutamente forte» (Play it fuckin' loud!) la prossima canzone in scaletta, Like a Rolling Stone.
Il 29 giugno 1966, due mesi dopo la fine del tour, Dylan ebbe un grave incidente in motocicletta. A causa di ciò, cancellò i rimanenti concerti che aveva in programma per il 1966 e si ritirò nella sua residenza di Woodstock.

## Tracce
- Tutti i brani sono di Bob Dylan, eccetto dove indicato

### Disco 1 (set acustico)
1. She Belongs to Me – 3:27
2. 4th Time Around – 4:37
3. Visions of Johanna – 8:08
4. It's All Over Now, Baby Blue – 5:45
5. Desolation Row – 11:31
6. Just Like a Woman – 5:52
7. Mr. Tambourine Man – 8:52

### Disco 2 (set elettrico)
1. Tell Me, Momma – 5:10
2. I Don't Believe You (She Acts Like We Never Have Met) – 6:07
3. Baby, Let Me Follow You Down – 3:46 (Eric Von Schmidt. Arr. Dylan)
4. Just Like Tom Thumb's Blues – 6:50
5. Leopard-Skin Pill-Box Hat – 4:50
6. One Too Many Mornings – 4:22
7. Ballad of a Thin Man – 7:55
8. Like a Rolling Stone – 8:01

## Formazione
- Bob Dylan: Chitarra, chitarra elettrica, armonica, pianoforte, voce
- Robbie Robertson: Chitarra elettrica
- Rick Danko: Basso, voce
- Richard Manuel: Pianoforte
- Garth Hudson: Organo
- Mickey Jones: Batteria

### Produzione
- Jeff Rosen: Produzione
- Vic Anesini: Ingegnere del suono
- Steven Berkowitz: Missaggi
- Michael Brauer: Missaggi
- Greg Calbi: Masterizzazione audio
- Barry Feinstein: Fotografie
- David Gahr: Fotografie
- Geoff Gans: Direzione artistica
- Tony Glover: Note
- Don Hunstein: Fotografie
- Art Kane: Fotografie
- Paul Kelly: Fotografie
- Hank Parker: Fotografie
- Jan Persson: Fotografie
- Jerry Schatzberg: Fotografie
- Sandy Speiser: Fotografie
- Mark Wilder: Editing